# Aribiri

Aribiri é um bairro do município de Vila Velha no estado do Espírito Santo. De acordo com o Instituto Brasileiro de Geografia e Estatística (IBGE), sua população no ano de 2010 era de 10 222 habitantes.

## História

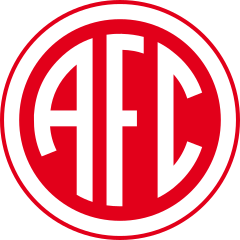
Escudo do América futebol Clube de Aribiri, clube fundado em 27 de novembro de 1927. O escudo faz referência ao clube fluminense de mesmo nome.

Os habitantes do bairro começaram a se formar em 1910, a região anteriormente era ocupada por quilombolas. Em 1912 o bairro foi agraciado pela chegada do bonde, transporte que contribuiu para o surgimento de mais moradores, antes da modernização das vias e chegada dos veículos, este era um meio de transporte amplamente usando pelos moradores do bairro e cidade até ser desativado na década 1970. O bonde fazia o trajeto de ida e volta entre Paul e a Prainha, percorrendo a maior parte do percurso no que se conhece hoje como Avenida Jeronimo Monteiro, construída após 1960.
O nome do bairro advém do rio de nome Aribiri, o rio que corta 22 bairros da cidade. A região em seus primórdios era dominada por mangues que mais tarde foram aterrados ao decorrer da chegada dos moradores.
O bairro é reconhecido pela sua famosa feira livre que ocorre tradicionalmente desde 1958 aos domingos no perímetro da Rua Emídio Ferreira do Sacramento. A feira ou feirinha do Aribiri como é chamada por populares, virou um ponto de encontro por moradores da cidade e também por turistas. No local, são ofertados desde produtos orgânicos até proteína animal, cultivados por famílias de diversas partes do Espirito Santo, também é possível encontrar produtos usados, como roupas e eletrônicos.   

## Topônimo
O nome Aribiry ou Aribiri é de origem Tupi. Arabé-r-y, o rio das baratas, ou peixinho d'água. O nome faz referência para uma espécie de barata pequena que reside em água.

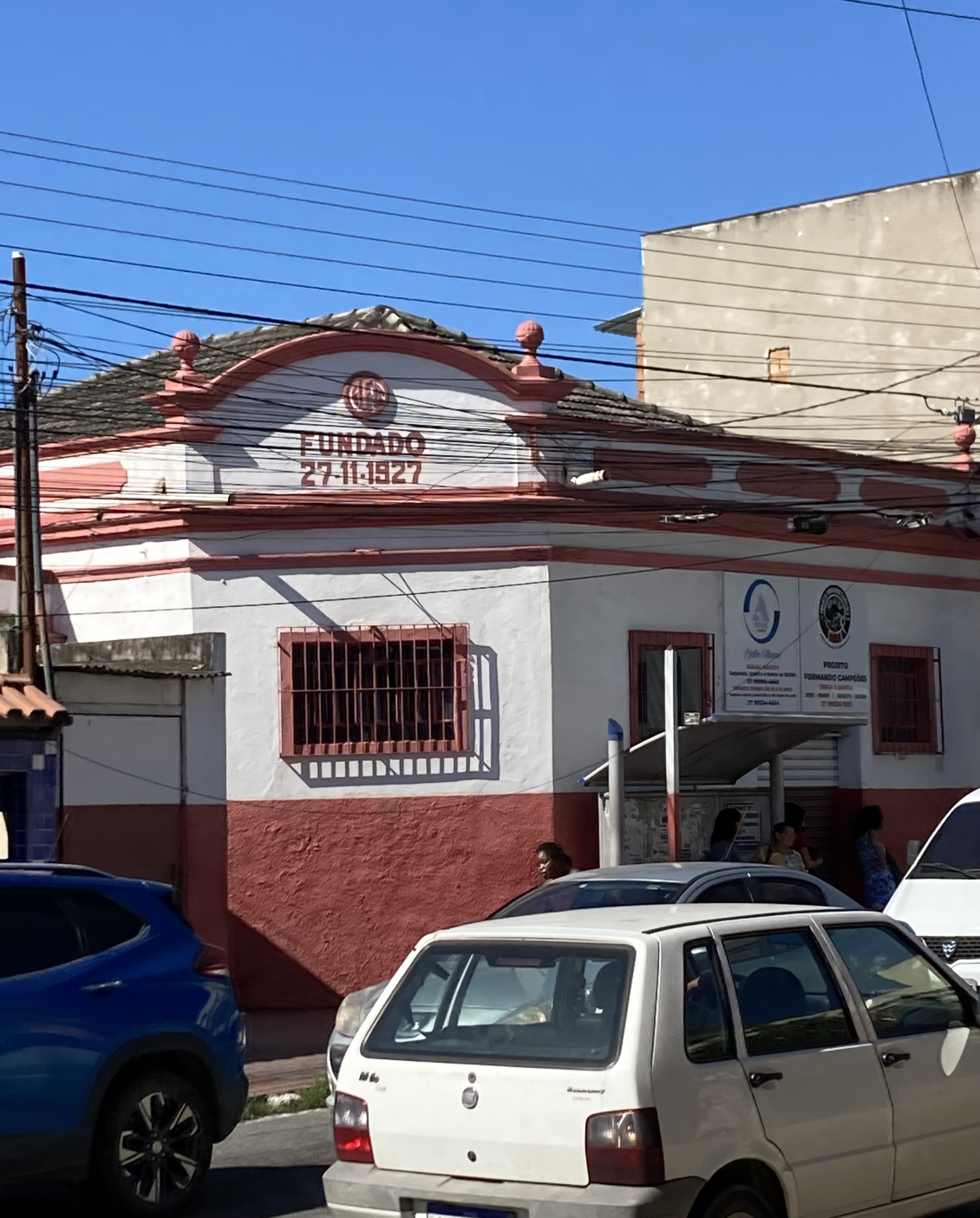
Edifício do America Futebol Clube de Aribiri. Uma das construções mais antigas do bairro ainda de pé e com sua arquitetura ainda preservada - 2025
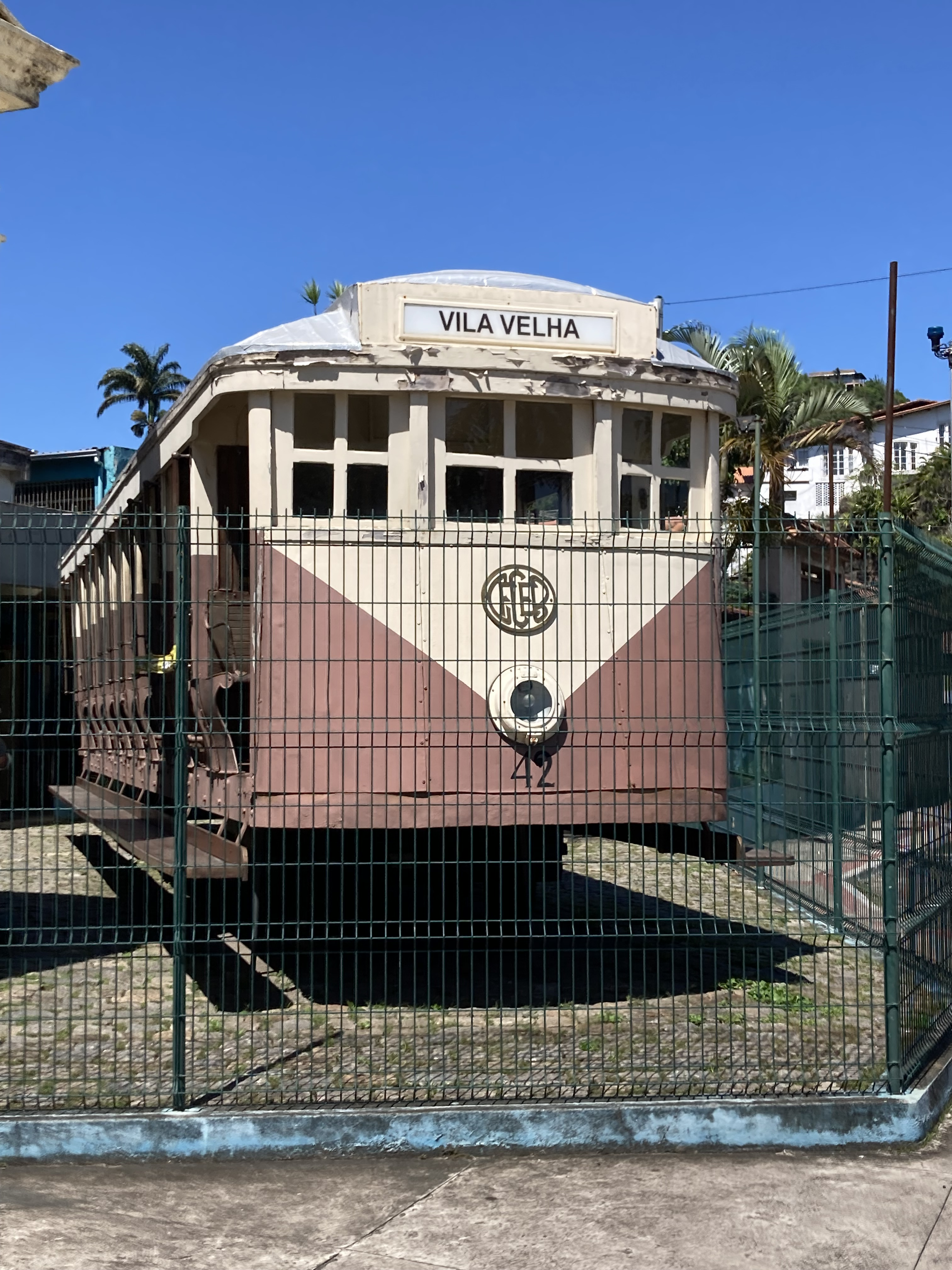
Bonde 42, era usado no transporte público da cidade e atualmente é exposto no Museu Casa da Memória em Vila Velha - 2025
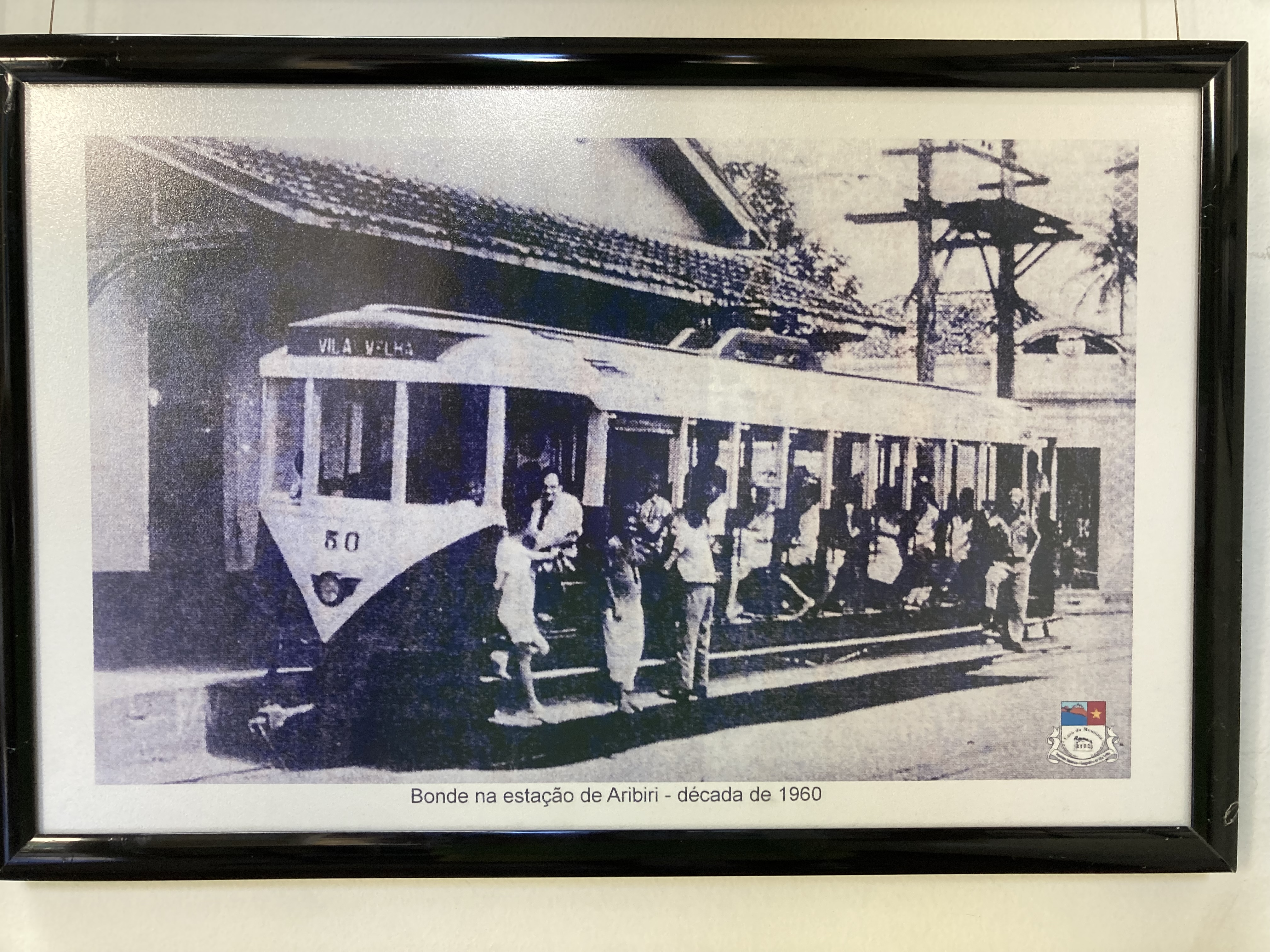
Imagem do Bonde 50 capturado em frente da estação no Aribiri no ano de 1960
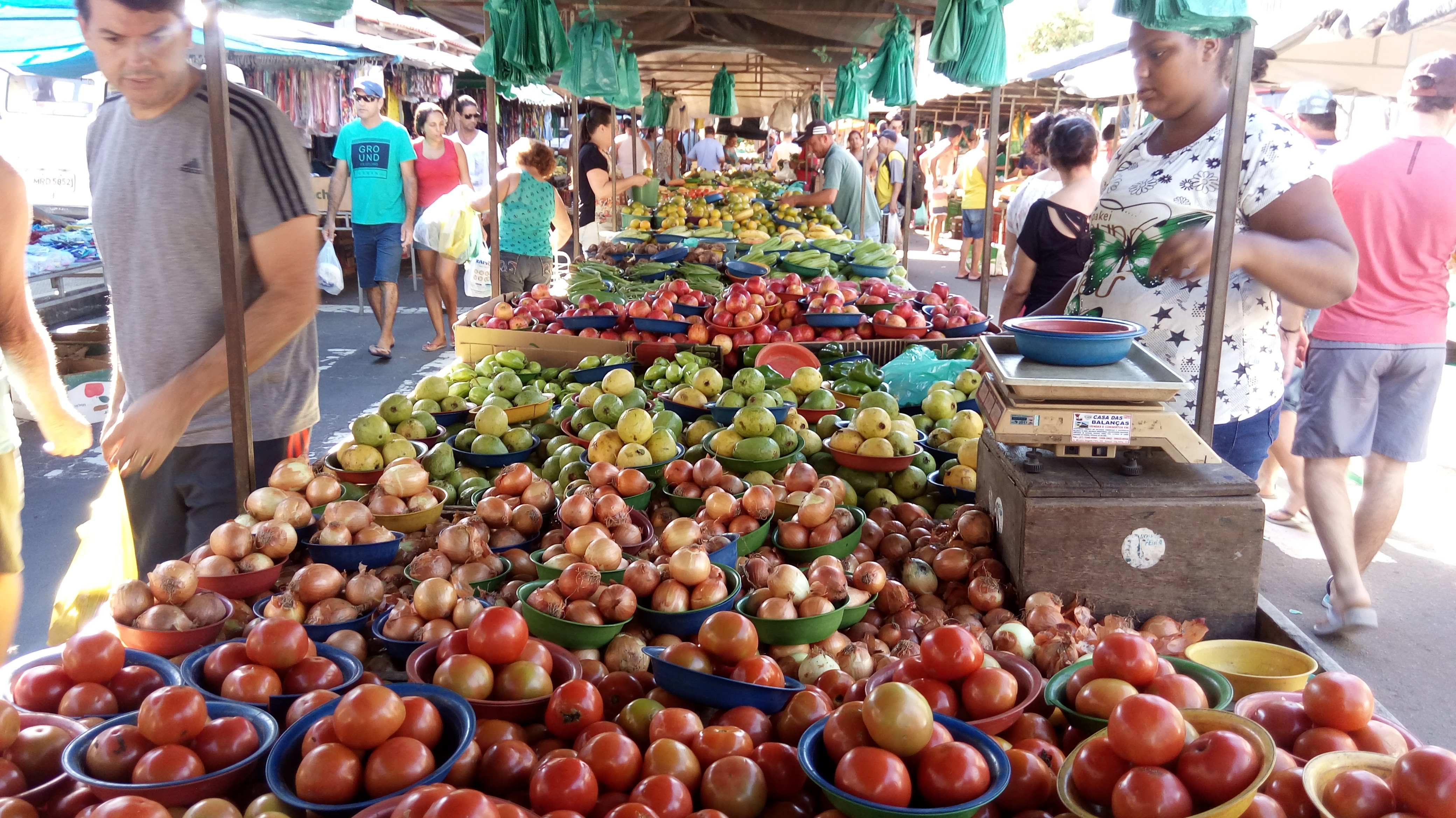
Fotografia panorâmica da feira livre do Aribiri em 2018